# Ein Grieche erobert Chicago
Ein Grieche erobert Chicago (Originaltitel: Perfect Strangers) ist eine US-amerikanische Comedyserie. Am 25. März 1986 wurde die erste von 150 Episoden erstmals in den USA gesendet. Entwickelt wurde sie vom Drehbuchautor Dale McRaven. Zwischen 1986 und 1993 entstanden acht Staffeln.

## Unterschiede zur US-Fassung
Im amerikanischen Original kommt Balki (Bronson Pinchot) von der mediterranen Insel Mypos, die in der Realität nicht existiert. Obwohl Mypos ein griechisches Wort ist, der Name Balki Bartokomous griechisch klingt und der Protagonist einen starken griechischen Akzent hat, wird vermieden, das Griechische explizit zu benennen.
Die deutschen Übersetzer entschieden sich (ebenso in Bulgarien, aber in keinem weiteren ausstrahlenden Land), die griechische Herkunft der Hauptfigur zu benennen. Ursache kann sein, dass Balki in der deutschen Version akzentfreies hochdeutsch spricht, und seine sprachlichen Unzulänglichkeiten hauptsächlich durch Wortverwechslungen verdeutlicht werden.

## Handlung
In der ersten Folge erreicht das Landei und Schafhirte Balki, der sein Heimatdorf verlassen hat, um nach Amerika zu kommen, nach einer langen Reise seinen Cousin Larry (Mark Linn-Baker) in Chicago. Dieser wohnt erstmals alleine in einer Wohnung, doch die beiden beschließen am Ende der Folge vorläufig zusammen zu wohnen. Zwischen den beiden entwickelt sich sehr schnell eine dicke Freundschaft.
Mit seiner naiven und grundehrlichen Art und auch nicht zuletzt wegen seiner mittelmäßigen Sprachkenntnisse bringt Balki seinen Cousin oftmals in absurde Situationen. Teilweise kommt es dabei auch zu fast schon akrobatischen Slapstick-Einlagen.

### Staffel 1 (1986)
Die erste Staffel umfasst nur sechs Folgen. Nachdem Larry und Balki beschlossen haben, zusammenzuleben, hilft Larry, ihm einen Job im Discounter in ihrem Haus, bei dem er auch arbeitet, zu bekommen. Ihr Boss ist der fiese Mr. Twinkacetti (gespielt von Ernie Sabella), dessen Namen Balki im Original übrigens nicht permanent falsch ausspricht. In dieser Staffel ist die Nachbarin Susan eine platonische Freundin Larrys.

### Staffel 2 (1986–1987)
Susan scheidet zu Anfang der zweiten Staffel aus. Stattdessen fangen die beiden an, Jennifer Lyons (Melanie Wilson) und Mary Anne Spencer (Rebeca Arthur) zu treffen. Im Folgenden stellt sich heraus, dass die beiden Stewardessen sind, die im selben Haus wie Larry und Balki wohnen.

### Staffeln 3–6 (1987–1991)
Zu Beginn der dritten Staffel finden sich die Jungs in einem neuen, größeren Appartement wieder. Von nun an hat Balki ein eigenes Zimmer und muss nicht mehr auf dem Sofa im Wohnzimmer schlafen. Interessanterweise wird dieser Umzug nicht angesprochen. Auch die beiden Nachbarinnen Jennifer und Mary Anne sind nach wie vor als Gegenparts der beiden mit im Spiel. Larry kann eine Anstellung bei der fiktionalen Zeitung Chicago Chronicle erreichen und schafft es, Balki einen Job in der Postabteilung zu besorgen.
Balkis direkter Vorgesetzter Sam Gorpley (Sam Anderson) versteht sich nicht mit diesem und plant permanent Möglichkeiten ihn zu feuern. Lydia Markham, eine Beratungskolumnistin des Chronicles, wird gespielt von Belita Moreno, die in den ersten beiden Staffeln Edwina Twinkacetti spielte. Larry stößt in Staffel vier zum investigativen Reporter-Duo „Marshall & Walpole“, unterstützt diese aber weiter von der Redaktion aus. Auch Larrys Beziehung zu Jennifer kommt immer weiter ins Rollen, in der sechsten Staffel fassen die beiden ihre Hochzeit ins Auge.
Als Aufzugsführerin arbeitet im Chicago Chronicle Harriette Winslow (Jo Marie Payton-France, später Payton-Noble). Ihr Ehemann Carl Winslow (Reginald VelJohnson) wird in einer Folge der vierten Staffel eingeführt. Schlussendlich ziehen die beiden in das Wohnhaus von Larry und Balki. Nach zwei Staffeln, 1989, bekam Harriette Winslow ihre eigene Spin-off-Serie: Family Matters (Alle unter einem Dach). In Ein Grieche erobert Chicago trat sie nicht mehr auf, allerdings konnte man in einer frühen Folge von Alle unter einem Dach erfahren, dass sie als Aufzugsführerin gefeuert wurde, nur um anschließend als Sicherheitschefin des Chronicles wieder eingestellt zu werden.

### Staffel 7 (1991–1992)
Nach der Hochzeit von Larry und Jennifer war klar, dass die Serie eine neue Richtung einschlagen würde. Als die beiden sich ein großes viktorianisches Haus zulegen, bemerken sie, dass sie es sich ohne Mitbewohner gar nicht leisten können. So ziehen Balki und Mary Anne zu ihnen.
In der Mitte der Staffel verlässt Balki den Chronicle, da er gefragt wird, seinen eigenen Comic, basierend auf seinem Stoffschaf Dimitri, zu zeichnen. Gorpley und Lydia tauchen gelegentlich innerhalb der Serie auf, verlassen sie aber zum Ende der Staffel.
Mit dem inzwischen verheirateten Paar, fokussiert die Serie nun die nicht eindeutige Beziehung zwischen Balki und Mary Anne. In den letzten Folgen der Staffel hört Mary Anne auf Balki zu sehen und zieht aus dem Haus aus. Doch im Staffelfinale versöhnen sich die beiden und heiraten ebenfalls. Am Ende dieser Episode, als die anderen beiden auf dem Weg in die Flitterwochen nach Mypos sind, berichtet Jennifer Larry, dass sie schwanger ist.

### Staffel 8 (1993)
Die achte Staffel besteht, ebenso wie die erste, aus nur sechs Episoden. Diese stellen das abschließende Finale der Serie dar.
Die erste Folge spielt einige Monate nach der letzten Staffel und Jennifer ist sichtbar schwanger. Balki und seine frisch Angetraute kehren aus Mypos heim und enthüllen, dass Mary Anne ebenfalls schwanger ist. Die Chronicle-Storylines laufen in dieser Staffel damit aus und es wird ausschließlich aus dem Familienleben der Akteure berichtet.
Die Serie endet mit aufeinanderfolgenden Folgen, in denen Larry, Balki und Jennifer mit einem Heißluftballon abheben, um bei ihr die Geburt einzuleiten, nachdem Mary Anne bereits Mutter geworden ist.
Wenn beide Babys auf der Welt sind, endet die Sendung mit einer Montage erinnerungswürdiger Szenen aus der Serie, musikalisch untermalt mit dem Lied Somewhere In The World von Houko Kuwashima. Zu guter Letzt wird gezeigt wie sich die Schauspieler ein letztes Mal vor dem Studiopublikum verbeugen.

## Besetzung
| Rolle                                                        | Darsteller             | Deutscher Synchronsprecher |
| ------------------------------------------------------------ | ---------------------- | -------------------------- |
| Balki Bartokomous                                            | Bronson Pinchot        | Frank Schröder             |
| Larry Appleton                                               | Mark Linn-Baker        | Bernd Vollbrecht           |
| Jennifer Lyons (Staffel 2–8)                                 | Melanie Wilson         |                            |
| Mary Anne Spencer (Staffel 2–8)                              | Rebeca Arthur          |                            |
| Edwina Twinkacetti (Staffel 1–2) Lydia Markham (Staffel 3–7) | Belita Moreno          |                            |
| Harriette Winslow (Staffel 3–4)                              | Jo Marie Payton-France |                            |
| Carl Winslow (Staffel 4)                                     | Reginald VelJohnson    |                            |
| Sam Gorpley (Staffel 3–7)                                    | Sam Anderson           |                            |
| Mr. Wainwright (Staffel 3–7)                                 | F.J. O’Neil            |                            |
| Harry Burns (Staffel 3)                                      | Eugene Roche           |                            |
| Donald Twinkacetti (Staffel 1–2)                             | Ernie Sabella          |                            |
| Susan Campbell (Staffel 1–2)                                 | Lise Cutter            |                            |

## Alle unter einem Dach
Die Figur der Harriette Winslow und die ihres Ehemannes Carl, der in der vierten Staffel vorgestellt wird, bildeten die Grundlage für das Spin-off Alle unter einem Dach (Originaltitel: Family Matters). In der ersten Staffel hatte die Serie eher unterdurchschnittliche Wertungen, jedoch wurde sie sehr berühmt durch die Figur des Steve Urkel (Jaleel White), der zur zweiten Staffel zu einer Hauptfigur aufgestuft wurde und immer mehr in den Mittelpunkt rückte. Wegen der veränderten Handlungen ist die Tatsache, dass Alle unter einem Dach ein Spin-off von Ein Grieche erobert Chicago ist, heutzutage nahezu unbekannt.

### Popularitätsvergleich
Bei den meistgewünschten Comedy-Sendungen/-Fernsehserien aller Zeiten belegt Alle unter einem Dach Platz 24, während Ein Grieche erobert Chicago nur Platz 184 belegt. Jedoch steigt die Popularität von letzterem seit Mitte März 2016. Einer Stimmenzählung vom 22. April 2016 zufolge, wo die Top 40 der letzten Woche ausgesucht werden, belegte Ein Grieche erobert Chicago Platz 2 (Platz 1 belegte Alf), während Alle unter einem Dach Platz 7 belegte.

## DVDs
Am 5. Februar 2008 brachte Warner Home Video die Staffeln 1 und 2 in einer Box als RC1-DVDs in den USA heraus. Diese ist inzwischen auch als deutsche Box mit zusätzlicher deutscher Tonspur erschienen. Es gibt diverse Petitionen für die Veröffentlichung weiterer Staffeln. Die Veröffentlichung stoppt jedoch durch hohe Lizenzkosten für Lieder, die von den Hauptdarstellern Pinchot und Linn-Baker a cappella gesungen wurden; u. a. U Can’t Touch This von MC Hammer. In den USA sind bisher alle 8 Staffeln erschienen. Eine deutsche Veröffentlichung der Staffeln 3–8 steht bislang noch aus.